# Gao Xinglong
Gao Xinglong (chiń. upr. 高兴龙; chiń. trad. 高興龍; pinyin Gāo Xīnglóng; ur. 12 marca 1994) – chiński lekkoatleta, skoczek w dal.
W 2014 zdobył brązowy medal igrzysk azjatyckich w Incheon. W 2015 sięgnął po złoto mistrzostw Azji oraz zajął 4. miejsce podczas światowego czempionatu w Pekinie. 
Medalista mistrzostw Chin i reprezentant kraju w meczach międzypaństwowych. 
Rekordy życiowe: stadion – 8,34 (8 sierpnia 2015, Pekin); hala – 8,12 (21 lutego 2015, Birmingham).

## Osiągnięcia
| Rok  | Impreza              | Miejsce        | Lokata     | Wynik |
| ---- | -------------------- | -------------- | ---------- | ----- |
| 2014 | Igrzyska azjatyckie  | Incheon        | 3. miejsce | 7,86  |
| 2015 | Mistrzostwa Azji     | Wuhan          | 1. miejsce | 7,96  |
| 2015 | Mistrzostwa świata   | Pekin          | 4. miejsce | 8,14  |
| 2016 | Igrzyska olimpijskie | Rio de Janeiro | el. –      | NM    |